# キチガヒ地獄
『キチガヒ地獄』（きちがいじごく）は、夢野久作の短編小説。『改造』昭和7年（1932年）11月号（第14巻第11号）に発表された。春陽堂の日本小説文庫『冗談に殺す』（1933年5月15日発行）に収録された際に、ごく一部が修正されている。現代かなづかいで『キチガイ地獄』とも表記される。
精神病院の入院患者による独白のみで構成された小説である。

## あらすじ
小説は、語り手が、精神病院の院長（だと語り手が思っている相手）に、自分は正常に回復したので退院させてほしい、と訴えかけるところから始まる。語り手は、現在の自分は北海道の炭坑王と呼ばれていた谷山家の養嗣子・秀麿と認められているが、実は殺人犯、脱獄囚、婦女誘拐犯、そして二重結婚の罪まで犯した人非人である、と主張し、その過去を語り始める。
語り手は大正×年の初夏、仮死状態で石狩川を流れ下り、エサウシ山下にある谷山家の別荘の裏手に流れついたところを、別荘に滞在していた『小樽タイムス』紙の記者に発見された。この記者の名前を語り手は思い出せないため、仮にAと呼ぶ。語り手は記憶を失っていたが、A記者によって適当な過去をでっちあげられる。
二週間後、谷山家の一人娘である龍代が別荘を訪れ、語り手を見初める。語り手は「谷山秀麿」として谷山家の婿養子に収まることになり、傾きかけていた谷山家の再建に乗り出す。
ところが龍代は、長男の龍太郎を出産して1年後、カルチモン自殺を遂げてしまう。実は、谷山家は代々遺伝病を抱えており、血統と財産とを絶たれかけていたところを、秀麿の出現によって辛うじて繋ぎ止めていたのだった。
ここで語り手は、今朝になって突然思い出したという記憶を語り始める。語り手は、かつて首相を暗殺して終身懲役となり、樺戸監獄に送られたのち脱獄して行方不明となった、畑中昌夫という青年であった。昌夫は恋人の鞆岐久美子の手引きで脱獄し、二人で旭岳山中に分け入り、掘立て小舎を作って生活を始めた。ところが四年ほど経って、小屋の存在が噂となり、ついには函館時報社の飛行機が小屋を発見してしまう。その数日後、昌夫は命綱をつけて一人で漁をしているところを、小屋を捜索に訪れたAに発見された。驚いたAは威嚇のために熊狩り用ライフルを発射したが、その銃弾が昌夫の命綱に当たり、昌夫は川に転落してしまう。その後、昌夫は記憶を失った状態で谷山家の別荘裏手に流れ着くことになる。Aは昌夫＝秀麿を龍代に引き合わせたのち、龍代から大金をせしめ、小樽タイムスを去る。しかし、これはAの陰謀の始まりにすぎなかった。
Aは、「谷山秀麿」に九州訛りがあること、囚人言葉を知っていることを手掛かりに、福岡市の新聞社に移籍して正体探しを始め、ついにその正体が暗殺犯の畑中昌夫であることを突き止める。さらに、決定的な証拠を発見するため、石狩川上流を調査に向かう。
1か月後、Aは発狂した状態で旭川の町に現れ、旭川警察署で保護されたところを、東京の目黒にある精神病院の副院長によって引き取られた。Aは、女性の裸を見ると恐怖にかられて逃げ出そうとする、という奇妙な状態に陥っていた。
Aが発狂した原因は、副院長の治療により判明した。Aは昌夫の隠れ家を突き止めたが、昌夫を殺されたと思った久美子に襲われ、命からがら逃げだしたのだった。Aが精神回復することが谷山家にとって重大な問題になることに気づいた副院長は、ただちに秀麿に連絡をとる。Aの所持していた証拠を見、さらに副院長の治療を受けて自分の過去を思い出した秀麿は、過去を発表するかどうかを副院長にゆだね、そのまま北海道に戻った。
ここまで話したところで、語り手は、相手から、自分は秀麿ではなくAであることを指摘される。記憶を回復した秀麿は、副院長に、Aを飼い殺しにしてもらうよう頼み込み、自身は久美子とその子たちをあらためて谷山家に迎え入れたのである。一方、語り手であるAは依然として発狂したまま、自分は谷山秀麿であり正気に戻ったので退院させてほしい、という話を毎日のように繰り返している、というのだ。語り手が院長だと思い込んでいた相手も、実は副院長の助手であった。
気づくと、語り手は一人だけで監房の中にいた。誰かに向かって語りかけている、ということ自体が語り手の妄想だったのだろうか？
最後に語り手は、Aとしての記憶を取り戻す。彼は自分を振った龍代に復讐するため、龍代を前科者と結婚させようとしたのだった。

## 登場人物
「私」
本作の語り手。自分は谷山秀麿＝畑中昌夫であると主張する。一人称は前半では「私」だが、途中から「僕」「俺」に変わる。
谷山秀麿（たにやま ひでまろ）
北海道の炭坑王と呼ばれていた谷山家の養嗣子。大正×年の夏の初め、記憶を失ったまま仮死状態で石狩川を流されていたところを、『小樽タイムス』のA記者に発見された謎の人物。九州の訛りがある。A記者により戸籍を偽造され、龍代と結婚し谷山家の婿養子に収まる。
谷山龍代（たにやま たつよ）
谷山家の一人娘。小樽から函館にかけて社交界の女王と呼ばれていたが、実は秀麿と結婚するまで処女であった。記憶喪失の浮浪青年である秀麿を気に入り結婚する。秀麿との間に長男の龍太郎を出産してから1年後、自身に谷山家に代々伝わる遺伝病の兆候が表れたため、服毒自殺した。
谷山龍太郎（たにやま りゅうたろう）
秀麿と龍代の子。
A
『小樽タイムス』の新聞記者。一連の事件の鍵を握る人物であるが、語り手は、その名前を思い出すことができず、仮に「A」と呼んでいる。冒険好きな性格で、谷山家の内情に精通している。記憶喪失の秀麿のために戸籍と適当な過去を捏造し、龍代との結婚をけしかける。その後、『小樽タイムス』を辞職し九州の新聞社に移籍、秀麿の正体が畑中昌夫であることを突き止めて恐喝をもくろみ、脅迫の材料を求めて旭川の山中に分け入るが、発狂状態で発見される。
畑中昌夫（はたなか まさお）
谷山秀麿の前身。福岡県朝倉郡の造酒屋、畑中正作の三男。駒場の農科大学の学生であったが、憲友会総裁兼首相の白原圭吾を暗殺して無期懲役となる。樺戸監獄に送られたのち、脱獄して消息を絶つ。久美子とともに石狩川の奥地に小屋を作って住み、自給自足の生活を送っていた。
鞆岐久美子（ともえだ くみこ）
東京の女給。畑中昌夫の恋人。昌夫の脱獄を手引きし、昌夫とともに石狩川の奥地の小屋で生活していた。
副院長
目黒にある精神病院の副院長。旭川出身。旭川で発狂状態で発見されたAを病院に収容する。